# Жан Жене
Жан Жене́ (фр. Jean Genet, *19 грудня 1910, Париж — †15 квітня 1986, Париж) — французький письменник, драматург і поет. Волоцюга та дрібний злочинець на початку свого життя, він пізніше взявся за письменство й здобув світову славу своїми романами та п'єсами.
Жене виділяється насамперед своєю образною мовою. У його автобіографічно забарвлених творах здебільшого фігурують 
злодії, вбивці, повії, сутенери, контрабандисти та інші представники соціального дна свого часу. Цей життєвий досвід мав прямий вплив на його творчість. Крім гомосексуальних, у творчості Жене помітний вплив садомазохістських мотивів і моральних переоцінок. У 1948 році йому загрожувало довічне ув'язнення за різні злочини. Кілька письменників, у тому числі Сартр і Кокто, написали президенту Франції і таким чином домоглися його помилування. Його театральні ідеї випередили свій час і були використані у фільмах такого новатора кіно як Райнер Вернер Фассбіндер.

## Біографія

### Злодій
Жан Жене народився у Парижі. Покинутий матір'ю, коли йому було лише шість місяців, він спочатку виховувався у сирітському будинку. Тільки у віці двадцяти одного року зі свого свідоцтва про народження він дізнався, що його мати звали Ґабріелла Каміль Жене і що народився він за адресою: рю д'Асса, 22. Коли він пішов за адресою, то виявилося, що то була адреса громадського пологового будинку, а його мати була повією. Як звали його батька і ким він був, Жене так ніколи і не дізнався.
Жене ще не виповнилось і року, коли його віддали на виховання у селянську родину Реньє у Морвані. Його знали як набожного та слухняного хлопчика доти, доки у віці десяти років його не спіймали на крадіжці. (Пізніше з'ясувалось, що він її не чинив.) Ображений на світ, він вирішує стати злодієм. Його назвали злодієм, ним він і став. Як він писав про це пізніше: «Я рішуче заперечував світ, який заперечував мене».

Альберто Джакометті «Жан Жене» (1954 або 1955)

У жовтні 1924 року його направляють учнем у друкарню у Еколь д'Аламбер у Парижі. Але наступного місяця, лише через десять днів після прибуття туди, Жене втікає. Його знаходять у Ніцці і переправляють до дитячого опікунського притулку в Парижі. У квітні 1925 року його приміщають у будинок сліпого композитора Рене де Бюкселя, де за кілька днів Жене прогулює певну суму доручених йому грошей. Жене забираються звідти і піддають психіатричній експертизі в центрі нагляду за дітьми і підлітками. Потім раз по раз за безквитковий проїзд саджають на кілька місяців до в'язниці. Нарешті восени 1926 року після чергового ув'язнення суд направляє його до виправної колонії для неповнолітніх у Метре. Перебування у цій колонії стало основою пізнішого роману Жене «Диво троянди» (Miracle de la rose, 1946). У грудня 1927 року він тікає з колонії, але незабаром його повертають туди.
Врешті у березні 1929 року, аби вирватися з колонії, він записується до Іноземного легіону. Певний час його підрозділ базується у Сирії. Це був перший контакт Жене з арабським світом, враження від чого не полишають майбутнього письменника до кінця життя. Військова служба триває до 1936-го, коли, отримавши першу солідну суму грошей, він дезертує, прихопивши із собою особисті речі одного з офіцерів. Після втечі з армії він веде життя волоцюги й злодія: повія в Іспанії, кишеньковий крадій в Італії, конокрад в Албанії. В Польщі він потрапляє до в'язниці за збут фальшивих банкнот, в Голляндії він сидить за контрабанду наркотиків, а в Німеччині він живе з дрібної крадіжки. У Франції, під час німецької окупації, він майже весь час сидить то в одній, то в іншій в'язниці. У в'язниці ж він пише свій перший твір — поему «Засуджений на смерть» (Le Condamné à mort), присвятивши її Морісу Пілоржу, юнаку-повії, який вбив свого клієнта.

### Письменник
Публікація 1943 року першого роману «Богоматір квітів» (Notre Dame des Fleurs) відчиняє перед Жене двері до літературного світу. Раніше він вже встиг познайомитися з письменником Андре Жідом і видавцем Жаном Декарненом (останній стає його коханцем). Але тепер у нього з'являються шанувальники серед читачів: Жан Кокто та Жан-Поль Сартр стають його добрими друзями й всіляко опікуються долею його літературного доробку. За чотири роки вони також допомагають Жене уникнути довічного ув'язнення, розпочавши кампанію на його захист, що до неї приєднуються крім іншим Андре Жід і Пабло Пікассо (того року Жене у десятий раз піймали на крадіжці, за що, за французькими законами, йому загрожувало суворе покарання). До в'язниці він вже більше ніколи не потрапить.
За п'ять років він пише та видає п'ять романів. Його майстерний стиль, вишукана мова його книжок дають підстави проголосити народження нового письменника, рівного Марселю Прусту та Луї-Фердинанду Селіну. Ж.-П. Сартр починає писати передмову до зібрання його творів, що його планує видавництво «Ґаллімар», але зупиняється тільки тоді, коли «передмова» розростається до 600 сторінок. Врешті-решт, 1952 року вона виходить як перший том зібрання під назвою «Святий Жене, комедіант і мученик» (Saint Genet, comédien et martyr). Жене був настільки приголомшений глибиною аналізу своїх творів, а також неочікуваною славою видатного письменника, що це спричинило творчу кризу, яка триває до 1956 року.
В літературу він повертається як драматург. Одна за одною виходять друком три його п'єси — «Балкон» (Le Balcon, 1956), «Неґри» (Les Nègres, 1958) і «Ширми» (Les Paravents, 1961), що демонструють інший бік його таланту: від автобіографічної прози він переходить до алегорій з політичним підтекстом.
У цей самий час він закохується в канатоходця-араба Абдулу. Але їх відносини тривають не довго. Абдула через нещасні випадки й травми, що переслідують його, вчиняє самогубство. Жене впадає у депресію та сам робить спробу накласти на себе руки. На щастя, невдалу. Відтепер він більше не пише художніх творів — він цікавиться політикою.

### Громадський діяч
Герої Жене — це вбивці, кишенькові крадії, повії-гомосексуали, їхні сутенери чи все разом в одному персонажі, одним словом, соціальне дно. Але елегантність його персонажів, бездоганність їх жестів, їх поставу епічних героїв не слід плутати з вільним життям і свободою вибору. На узбіччі вони живуть не з власної волі. На узбіччя суспільства їх витіснили. Покидьками їх зробив буржуа, обиватель, «пересічний громадянин». Їх покинули, так само як колись покинули самого Жене. Тому крок, зроблений Жене від ізгоїв у літературі до вигнанців у політиці, був зовсім не випадковим — для нього стати на бік пригноблених і солідаризуватися з повсталими проти буржуазного світу було органічним продовженням бунту проти умовностей і фальші суспільства в літературі.
Наприкінці 1960-х Жене починає брати активну участь у політичному житті суспільства. Ще до того він разом з Ж.-П. Сартром виступав у пресі на підтримку визвольної боротьби алжирців, а також з викриттям надзвичайно жорстокого поводження з арабами у французьких в'язницях слідом за Алжирською війною. Тепер він пише статті та виступає з промовами на захист прав чорношкірих американців і палестинців. 1970-го на запрошення Чорних Пантер він їде до США (в'їжджає нелегально через Канаду), де протягом трьох місяців виступає з промовами та лекціями в американських університетах і на політичних мітингах. Того ж 1970 року він шість місяців прожив в палестинських таборах біженців (хоча, за його словами, коли їхів до Леванту, він не збирався залишатися там довше, ніж на кілька днів). В Йорданії зустрівся з керівником Організації Визволення Палестини Ясером Арафатом. Пізніше про своє захоплення борцями за національне визволення та симпатію до пригноблених народів він напише в «Полонянику кохання» (Le captif amoureux, 1986) — своєрідних споминах і політичному памфлеті водночас (ця книжка вийде друком уже після його смерті). 1977-го в опублікованому в газеті «Монд» нарисі «Насилля і жорстокість» (Violence et brutalité) він виразив свою солідарність зі збройною боротьбою міських партизан з німецької Фракції Червоної Армії.
У вересні 1982 року Жене був у Бейруті, коли у таборах біжинців Сабра і Шатіла, розташованих у місті, відбулась масова різанина мирних палестинців (вчинили її 16-18 вересня ліванські християни-фалангісти — союзники Ізраїля у війні 1982 року; під час масового вбивства палестинців табори перебували під охороною ізраїльської армії). Він одним з першим прибув на місце трагедії та написав про побачене у репортажі «Чотири години в Шатілі» (Quatre heures à Chatila). Він читав уривки зі свого твору під час урочистого відкриття виставки, присвяченої різанині, у Відні 19 грудня 1983 року, куди прибув на запрошення австрійського філософа Ганса Кьоглера.

### Смерть
У Жене, котрий палив, розвинувся рак горла. Від раку він, очевидно, й помер. Його тіло знайшли 15 квітня 1986 в готельному номері в арабському районі Парижу. Він так ніколи і не обзавівся власним житлом. Похований на іспанському цвинтарі в містечку Лараш (Марокко).

## Творчість

### Проза
Свій перший роман «Богоматір квітів» Жене написав, сидячи у в'язниці Френ, на обгортковому папері. Майбутній письменник викликав у себе фантазії, що вони мали б допомогти йому мастурбувати, і записував їх на майбутнє. Так з'явилась книга. Фантазії, а в романі вони приписуються Дівіні, юнаку-повії, який вмирає та згадує своїх колишніх коханців, лежачи на паризькому горищі, обертаються навколо постаті Нотр-Дам-де-Фльора. «Життєвому шляху» вродливого молодого хулігана розповідь головним чином і присвячена. Молодик урешті-решт вирушає на гільйотину за вбивство старого («Старий був приречений. У нього вже ні на кого не вставав,» — були його останніми словами на суді). Так гомосексуальний еротизм — через вбивство, через звільнення світу від вже віджилого — поєднуються із своєрідним ствердженням життя.

Обкладинка роману «Богоматір квітів» (Editions Gallimard, Collection Folio n°860, 1976)

Роман «Диво троянди» став зізнанням у жаданні зради та бажанні втратити все людське, вираженим через вчинки героїв книги — в'язнів тюрем Метре і Фонтевро.
У «Жалобних почестях» (Pompes funèbres, 1947) вже звичні для письменника теми злочину та гомосексуальності поєднуються з темою святкування смерті. Святкується смерть Жана Декарнена, коханця Жене та бійця руху Опору, вбитого у перестрілці з нацистами на вулицях Парижу. Жене відкриває для себе, що він любить Дакарнена саме тому, що той загинув і більше не зможе заважати фантазіями про нього, в тому числі тим, в яких у ролі красивих і солодких садистів виступають нацисти.
Головним героєм роману «Керель із Бресту» (Querelle de Brest, 1947) є кримінальний молодий моряк. Цей «ідеальний і героїчний персонаж» вбиває свого спільника (і коханця), але провину примудряється перекласти на іншого свого товариша. У цьому романі Жене починає відступати від суцільної суб'єктивності своїх перших книжок, свідченням чого є поява в романі жінки (хазяйки борделю).
Оповідь про мандрівки та приниження, яких він зазнав у нескінченній гонитві за святістю, з «Щоденника злодія» (Journal du voleur, 1949) є безумовно найавтобіографічнішим з усіх його творів.
Як писав у своєму грубезному критико-біографічному дослідженні Сартр: «Заражуючи своїм злом нас, Жене виліковується від нього сам. ‹…› З кожною новою книжкою цей одержимий чоловік поступово опановує демона, який ним володіє. Десять років літератури дорівнюють лікувальному курсу у психоаналітика.»

### Драматургія
Перша п'єса Жене «Пильний нагляд» (Haute surveillance, 1944) є театралізованою формою тих історій, які він розповідає в своїх романах. Дія відбувається у тюремні камері. Сидять троє, що вони утворюють ієрархію. На вершині — ідеальний Йоз-Верт, який, убивши у припадку гніву повію, здійснив свою долю («Я не хотів цього — вона сама обрала мене.»). У захваті від нього та його вчинку, співкамерник Лефранк навмисно, хоча й без вагомої причини, вбиває третього в'язня — душить його. Але для письменника цього замало: це вбивство стає свідомими актом волі, а не природним жестом великого злочинця; відтак, вбивство не дозволяє ввійти його виконавцю до особистого пантеону письменника.
У «Покоївках» Жене демонструє більшу впевненість у володінні мовою театру, усвідомивши, що тепер він має справу не з самотнім читачем, а з сукупністю глядачів, публікою, що зібралась подивитись на втілення антисоціальних фантазії Жене-злодія. П'єса відкривається сценою, в якій елегантну даму одягає її покоївка: дратівлива дама й терпляча покоївка. Аж раптом вона дає своїй господині ляпаса, дзвонить будильник, і ми розуміємо, що обидві насправді є служницями, які розігрують цей ритуал панування, приниження й бунт щоразу, коли відсутня їхня справжня хазяйка. Рухомі сумішшю ненависті та любові, яку вони відчувають до своєї роботодавці, покоївки видають її коханця-правопорушника поліції. Його відпускають, і через страх бути викритими і ревнощі вони вирішують отруїти хазяйку. Їм це не вдається, і покоївки повертаються до своєї гри, що вона цього разу досягає свого належного завершення — одна з них (та, що грає господиню) просить приготувати чай і випиває його разом з отрутою. Хоча дія відбувається не у в'язниці, ми знову опиняємось уві сні ув'язненого, у фантазії викинутих із суспільства, що вчиняють марну спробу ввійти до світу прийнятих і визнаних. Щоправда, це «повстання» служниць проти своїх господарів ще не є соціальною революцією, в ньому відчувається присмак ностальгії за втраченим світом, тому воно виражається не в акті протесту чи опору, а в ритуалі.
Тема повстання знаходить своє продовження у «Неграх»; щоправда, тут вона подається у термінах расової дискримінації. Цю «клоунаду», як її назвав сам Жене, мають грати тільки чорношкірі актори. Група акторів у підкреслено гротескних білих масках представляють ієрархію колоніального світу: королева, губернатор, суддя, місіонер — це Білі, що сидять у своєрідній президії в глибині сцени та є віддзеркаленням публіки у залі. Решта акторів розігрує для обох публік свої фантазії помсти за расове приниження, включаючи ґвалтування й вбивство білої жінки (все це, насправді, є нічим іншим, як колоніальною дійсністю, перевернутою догори ногами). Згодом глядачі дізнаються, що вся дія розігрується лише з метою відволікти їхню увагу від справжньої події, що вона відбувається за межами сцени, — від суду над зрадником Справи Чорних і покарання його через смерть. Під кінець п'єси Білі підводяться зі своїх місць, але їм не дають піти — їх по-звірячому б'ють, калічать і вбивають Чорні, один з яких пояснює глядачам: «Ми є тими, ким вони хотіли, аби ми були. Ми будемо ними до самого кінця, ми доведемо це до абсурду».
У «Ширмах» автор знову на боці ізгоїв і жертв сучасного світу, що вони протистоять можновладцям (цього разу в контексті війни в Алжирі). П'єса має розігруватися на великій чотирирівневій сцені перед ширмами, що вони повинні зміняти одна одну одночасно зі зміною сцен. Труднощі постановки п'єси, її відвертий анальний еротизм і, насамперед, політичний підтекст (прозорі алюзії на брудну колоніальну війну, що ведеться поряд; неприємний портрет французької армії) відстрочили її повномаштабну прем'єру у Франції на п'ять років (в урізаному вигляді постановка вперше була зроблена 1961 року в Німеччині). 1966 року її нарешті здійснив відомий актор і режисер Роже Блен. Попри чисельні побоювання національного скандалу, відбулось протилежне — вистава мала великий успіх: її хвалили в «Юманіте», і на її підтримку в Національних зборах виступив Андре Мальро. Народжена в бруді, вона показала торжество духовної правди і сили знедолених.

### Кіно
1950 року Жене виступив у ролі режисера фільму за власною поемою «Пісня любові» (Un Chant d'amour): 26-хвилинний чорно-білий німий фільм зображує гомосексуальні фантазії в'язня та наглядача. Написаний французьким письменником кіносценарій «Заборонені сни, або Інший бік снів» (Les Rêves interdits, ou L'autre versant du rêve, 1952) ліг в основу сценарію фільму «Мадемуазель» (Mademoiselle, 1966) англійського режисера Тоні Річардсона.
За творами Жене знято багато фільмів. Найвідомішими з них є «Балкон» (The Balcony, 1963, реж. Джозеф Стрик), «Покоївки» (The Maids, 1974, реж. Крістофер Майлс), «Керель» (Querelle, 1982, реж. Райнер Вернер Фассбіндер).

## Сучасники про Жана Жене
Жан-Поль Сартр (французький письменник і філософ):

Святий Жене.

Анджела Девіс (американська політична активістка):

Коли ми оголосили про його конференцію, на плакатах не зазначали, що Жене говоритиме про Чорних Пантер. Ми просто написали, що він виступатиме, і послухати його зібрався величезний натовп. Бо це ж Жан Жене! Великий письменник! Розпочав він з того, що заявив, що говоритиме про Чорних Пантер і виголосив дуже зворушливу промову, я б навіть сказала, дуже теоретично глибоку промову. Про те, як боротися з расизмом. ‹…› Приблизно за чверть години публіка почала хвилюватися, почулось якесь перешіптування, і раптом хтось навіть перервав Жене та попросив його розповісти, нарешті, про самого себе та свої твори. Жене відповів: «Ні. Я тут не для того, щоб говорити про літературу чи книжки — я приїхав виступити на захист Партії Чорних Пантер!»

Едвард Ваді Саїд (американський літературознавець):

Чого я ніколи не забуду, так це погляду проникливих блакитних очей Жене: вони ніби дивилися кудись вдалечінь і водночас вдивлялися в тебе своїм загадковим і дивовижно відстороненим поглядом.

## Цікавинки
- Жене заарештовували за різні правопорушення, в тому числі за викрадення книг. Серед інших це були книжки Марселя Пруста.
- Коли французький поет Поль Валері прочитав у рукопису дебютний роман Жене «Богоматір квітів», він сказав, що це твір генія, але його слід спалити.[13]
- Жене ніколи не мав власного помешкання чи постійного місця проживання. Його адресою, зазначеною у паспорті, була адреса його видавця.[14]
- Ще до своєї смерті спадкоємцем своїх авторських прав Жене зробив якогось загадкового молодого парубка, який після смерті письменника періодично з'являвся у видавництві «Ґаллімар» за гонорарами. Він ніколи нікого там ні про що не питав, ні з ким не розмовляв, а просто мовчки брав гроші і йшов геть. При цьому він не міг навіть розписатися у відомості, оскільки не вмів писати.[13]

## Твори

### Романи
- Богоматір квітів (Notre-Dame-des-Fleurs, 1943)
- Диво троянди (Miracle de la rose, 1946)
- Жалобні почесті (Pompes funèbres, 1947)
- Керель з Бреста (Querelle de Brest, 1947)
- Щоденник злодія (Journal du voleur, 1949)

### П'єси
- Пильний нагляд (Haute surveillance, 1944)
- Покоївки (Les Bonnes, 1947)
- Splendid's (Splendid's, 1948)
- Вона (Elle, 1955)
- Балкон (Le Balcon, 1956)
- Негри (Les Nègres, 1958)
- Ширми (Les Paravents, 1961)
- В'язниця (Le Bagne, 1986)

### Поезії
- Засуджений на смерть (Le Condamné à mort, 1942)
- Ґалєра (La Galère, 1944)
- Похоронна хода (Marche funèbre, 1945)
- Пісня кохання (Un Chant d'amour, 1946)
- Рибалка із Сюкету (Le Pêcheur du Suquet, 1946)
- Парад (La Parade, 1948)

### Нариси, есеї, бесіди
- Злочинна дитина (L'Enfant criminel, 1949)
- Майстерня Альберто Джакометті (L'Atelier d'Alberto Giacometti, 1958)
- Полоняник кохання (Un Captif amoureux, 1986)
- Уривки та инші тексти (Fragments et autres textes, 1990)
- Офіційний ворог. Тексти та бесіди (L'ennemi déclaré: textes et entretiens, 1991)

## Видання українською
- Жан Жене: інтерв'ю журналу «Плейбой» / Пер. з фр. К. Майстренко // «Всесвіт» (Київ). — 1996. — № 1.
- Жан Жене. Покоївки / Пер. з фр. Ю. Покальчука. — Львів: «Кальварія», 2002. — 128 с.
- Жан Жене. Щоденник злодія / Пер. з фр. О. Жупанського. — Київ: «Юніверс», 2004. — 304 с.

### Твори Жене
- Богоматір квітів (1942) [Архівовано 26 січня 2012 у Wayback Machine.](рос.)
- Кэрэль из Бреста (1947)(рос.)
- Щоденник злодія (1949) [Архівовано 5 березня 2021 у Wayback Machine.]
- Пісня кохання (1950; фільм) [Архівовано 18 листопада 2011 у Wayback Machine.]
- Насильство і жорстокість (1977) [Архівовано 1 грудня 2011 у Wayback Machine.](фр.)
- Чотири години в Шатілі (1982)